# 존 케이지

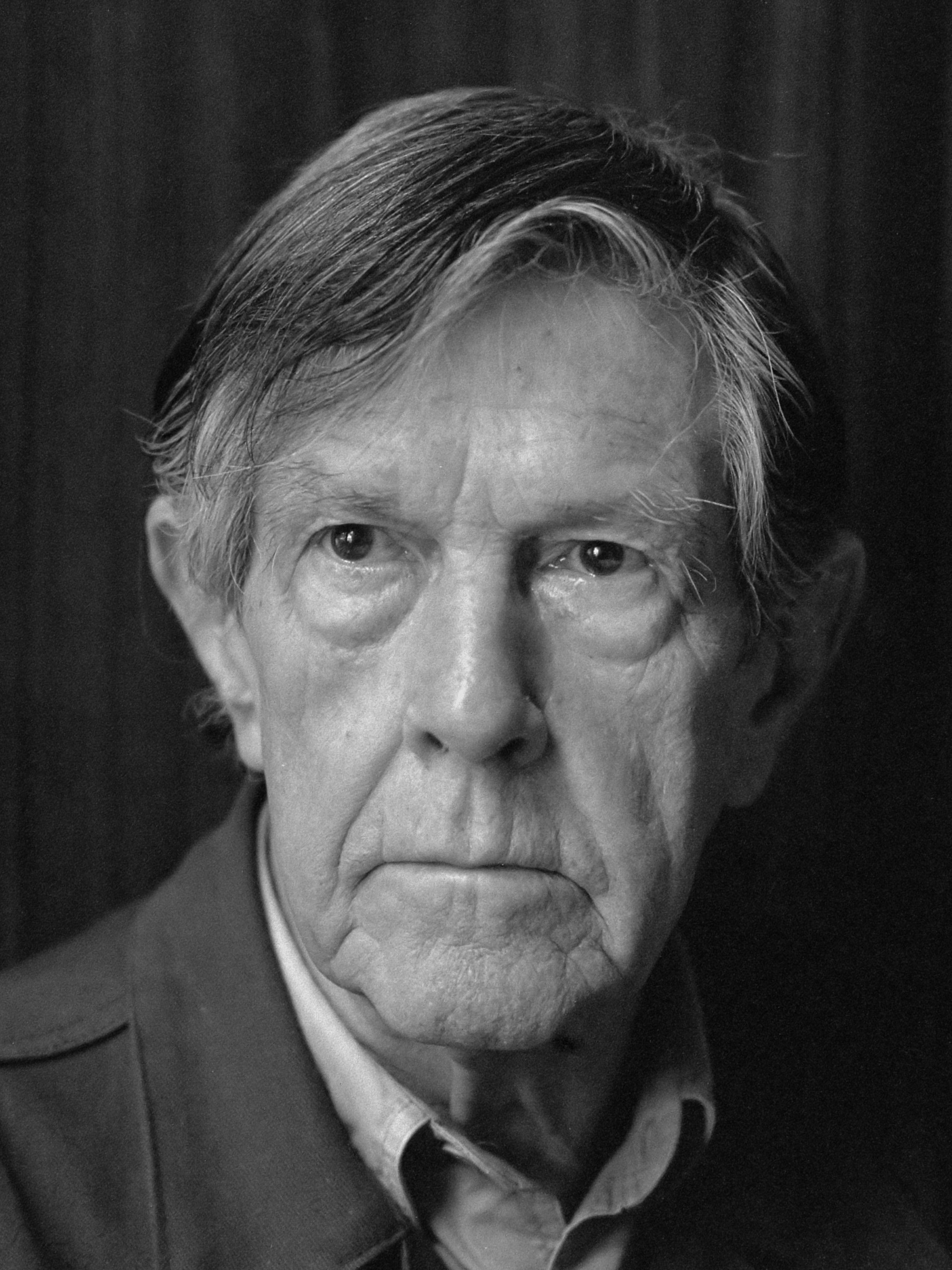

존 케이지(John Milton Cage Jr., 1912년 9월 5일 ~ 1992년 8월 12일)는 미국의 작곡가이다. 우연성 음악의 개척자로 평가받고 있으며, 조작된 피아노(prepared piano) 기법을 사용하기도 했다. 음렬주의, 전자 음악 등의 음악을 작곡하였다. 대표작으로 4분 33초, 상상 풍경 No.4(Imaginary Landscape) 등을 작곡했다. 플럭서스 운동에 참여하였다.
1년정도 아르놀트 쇤베르크의 제자였던 적이 있으나 화성이나 이론에는 자기 적성에 안 맞다며 유럽을 떠났다. 다방면의 많은 예술가들에게 영향을 주었으며, 한국의 비디오 아티스트 백남준, 작곡가 강석희 와도 영향을 주고 받았다.

## 같이 보기
- 우연성 음악
- 실험 음악
- 전자 음악
- 현대 음악